# Sonny Rollins
Walter Theodore "Sonny" Rollins (sinh ngày 7 tháng 9 năm 1930) là một nhạc công saxophone jazz, được xem là một trong số các nhạc sĩ jazz có nhiều ảnh hưởng và quan trọng nhất. Một số nhạc khúc của ông, gồm "St. Thomas", "Oleo", "Doxy", "Pent-Up House", và "Airegin", đã trở thành jazz standard.

## Những năm đầu
Rollins được sinh ra tại thành phố New York, bố mẹ ông đến từ Quần đảo Virgin thuộc Mỹ. Là người nhỏ nhất trong ba người con, ông lớn lên tại trung tâm Harlem và Sugar Hill, Harlem, Rollins có được cây alto saxophone đầu tiên khi bảy hay chín tuổi. Ông theo học trường trung học Edward W. Stitt và tốt nghiệp trường trung học phổ thông Benjamin Franklin tại Đông Harlem. Rollins từng nói một buổi diễn của Frank Sinatra mà ông xem tại trường đã làm thay đổi đời ông. Rollins lúc đầu chơi piano, chuyển sang alto saxophone, rồi cuối cùng là tenor năm 1946. Trong khi còn đi học, ông chơi trong một ban nhạc cùng những nhạc sĩ jazz danh tiếng tương lai, gồm Jackie McLean, Kenny Drew và Art Taylor.

## Đĩa nhạc

### Album phòng thu
| Năm  | Album                                                     | Hãng đĩa     |
| ---- | --------------------------------------------------------- | ------------ |
| 1953 | Sonny Rollins with the Modern Jazz Quartet                | Prestige     |
| 1954 | Moving Out                                                | Prestige     |
| 1955 | Work Time                                                 | Prestige     |
| 1956 | Sonny Rollins Plus 4                                      | Prestige     |
| 1956 | Tenor Madness                                             | Prestige     |
| 1956 | Saxophone Colossus                                        | Prestige     |
| 1956 | Rollins Plays for Bird                                    | Prestige     |
| 1956 | Tour de Force                                             | Prestige     |
| 1956 | Sonny Boy                                                 | Prestige     |
| 1957 | Sonny Rollins, Vol. 1                                     | Blue Note    |
| 1957 | Way Out West                                              | Contemporary |
| 1957 | Sonny Rollins, Vol. 2                                     | Blue Note    |
| 1957 | The Sound of Sonny                                        | Riverside    |
| 1957 | Newk's Time                                               | Blue Note    |
| 1957 | Sonny Rollins Plays / Thad Jones Plays                    | Period       |
| 1958 | Freedom Suite                                             | Riverside    |
| 1958 | Sonny Rollins and the Big Brass                           | MetroJazz    |
| 1958 | Brass / Trio a reissue of Sonny Rollins and the Big Brass | Verve        |
| 1958 | Sonny Rollins and the Contemporary Leaders                | Contemporary |
| 1959 | At Music Inn (split LP with Teddy Edwards)                | MetroJazz    |
| 1959 | Oleo                                                      | Old Style    |
| 1962 | The Bridge                                                | RCA Victor   |
| 1962 | What's New?                                               | RCA Victor   |
| 1962 | Our Man in Jazz                                           | RCA Victor   |
| 1963 | Sonny Meets Hawk!                                         | RCA Victor   |
| 1964 | Now's the Time                                            | RCA Victor   |
| 1964 | The Standard Sonny Rollins                                | RCA Victor   |
| 1965 | Sonny Rollins on Impulse!                                 | Impulse!     |
| 1966 | Alfie                                                     | Impulse!     |
| 1966 | East Broadway Run Down                                    | Impulse!     |
| 1972 | Next Album                                                | Milestone    |
| 1973 | Horn Culture                                              | Milestone    |
| 1975 | Nucleus                                                   | Milestone    |
| 1976 | The Way I Feel                                            | Milestone    |
| 1977 | Easy Living                                               | Milestone    |
| 1979 | Don't Ask                                                 | Milestone    |
| 1980 | Love at First Sight                                       | Milestone    |
| 1981 | No Problem                                                | Milestone    |
| 1982 | Reel Life                                                 | Milestone    |
| 1984 | Sunny Days, Starry Nights                                 | Milestone    |
| 1985 | The Solo Album                                            | Milestone    |
| 1987 | Dancing in the Dark                                       | Milestone    |
| 1989 | Falling in Love with Jazz                                 | Milestone    |
| 1991 | Here's to the People                                      | Milestone    |
| 1993 | Old Flames                                                | Milestone    |
| 1996 | Sonny Rollins + 3                                         | Milestone    |
| 1998 | Global Warming                                            | Milestone    |
| 2000 | This Is What I Do                                         | Milestone    |
| 2006 | Sonny, Please                                             | Emarcy       |